# Champagnat (Creuse)
Champagnat è un comune francese di 446 abitanti situato nel dipartimento della Creuse nella regione della Nuova Aquitania.

## Società

### Evoluzione demografica
Abitanti censiti